# Mieza (Makedonien)

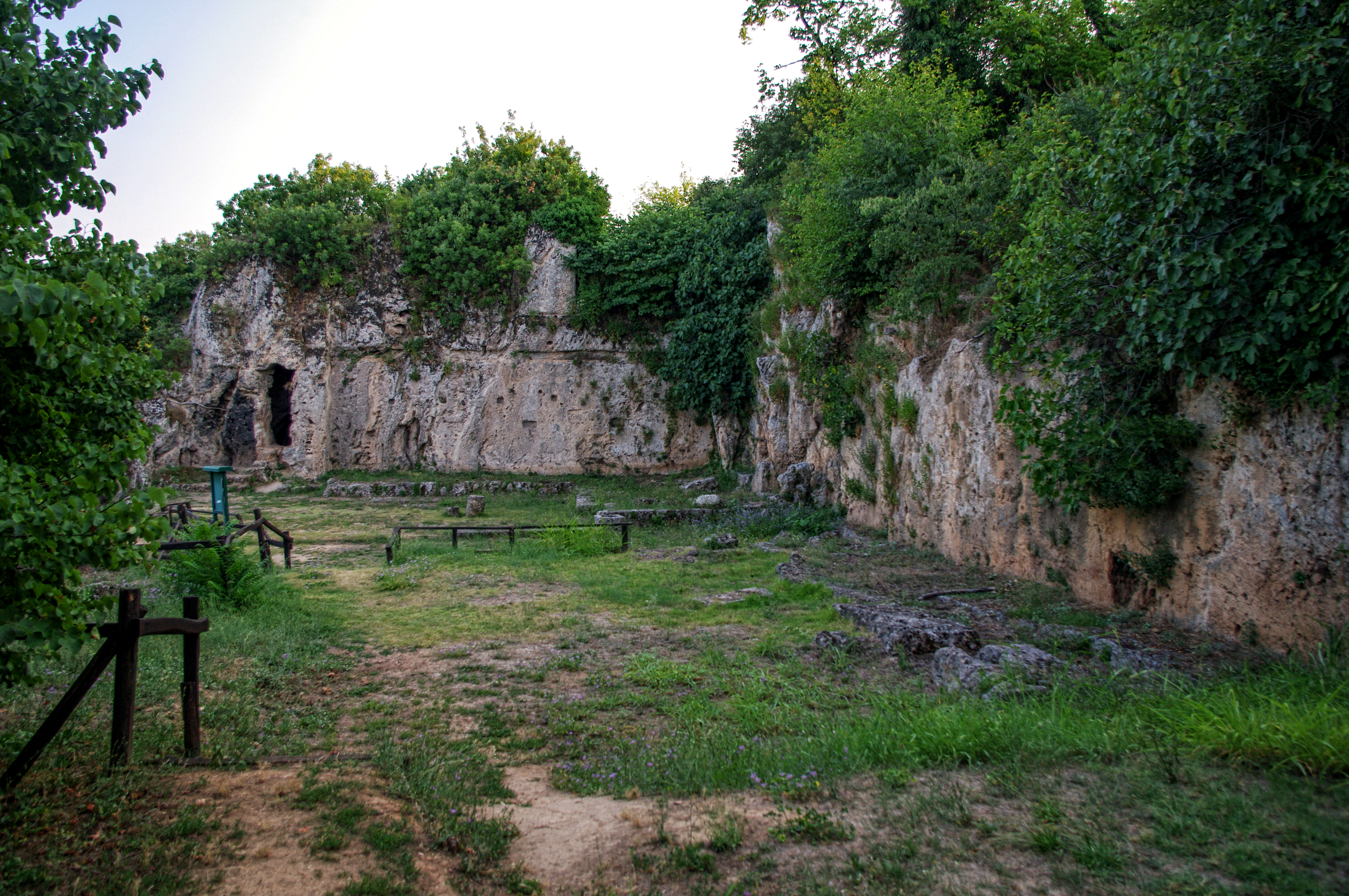
Nymphäum, die sogenannte „Schule des Aristoteles“ in Mieza

Mieza (griechisch Μίεζα (f. sg.)) war eine antike makedonische Stadt. Sie lag in der Landschaft Emathia zwischen den Städten Beroia und Edessa, wohl in der Nähe der heutigen Ortschaft Naoussa. Die genaue Lage ist unbekannt.
Bekannt ist die Stadt für ihr Nymphäum (ein den Nymphen geweihtes Heiligtum), in dem Aristoteles von 343/342 bis 340/339 den späteren makedonischen König Alexander den Großen gemeinsam mit anderen männlichen Nachkommen der makedonischen Adelsschicht (u. a. Hephaistion) unterrichtete. Peukestas, ein Trierarch Alexanders, stammte aus der Stadt. Seit dem 3. Jahrhundert hatte der Ort einen städtischen Charakter und war in das Zusammenspiel der Städte auf dieser Ebene eingebunden. So ist der Empfang einer Festgesandtschaft (theoroi) aus Delphi in Mieza bekannt.
In Mieza haben sich mehrere antike makedonische Gräber unterirdisch erhalten.

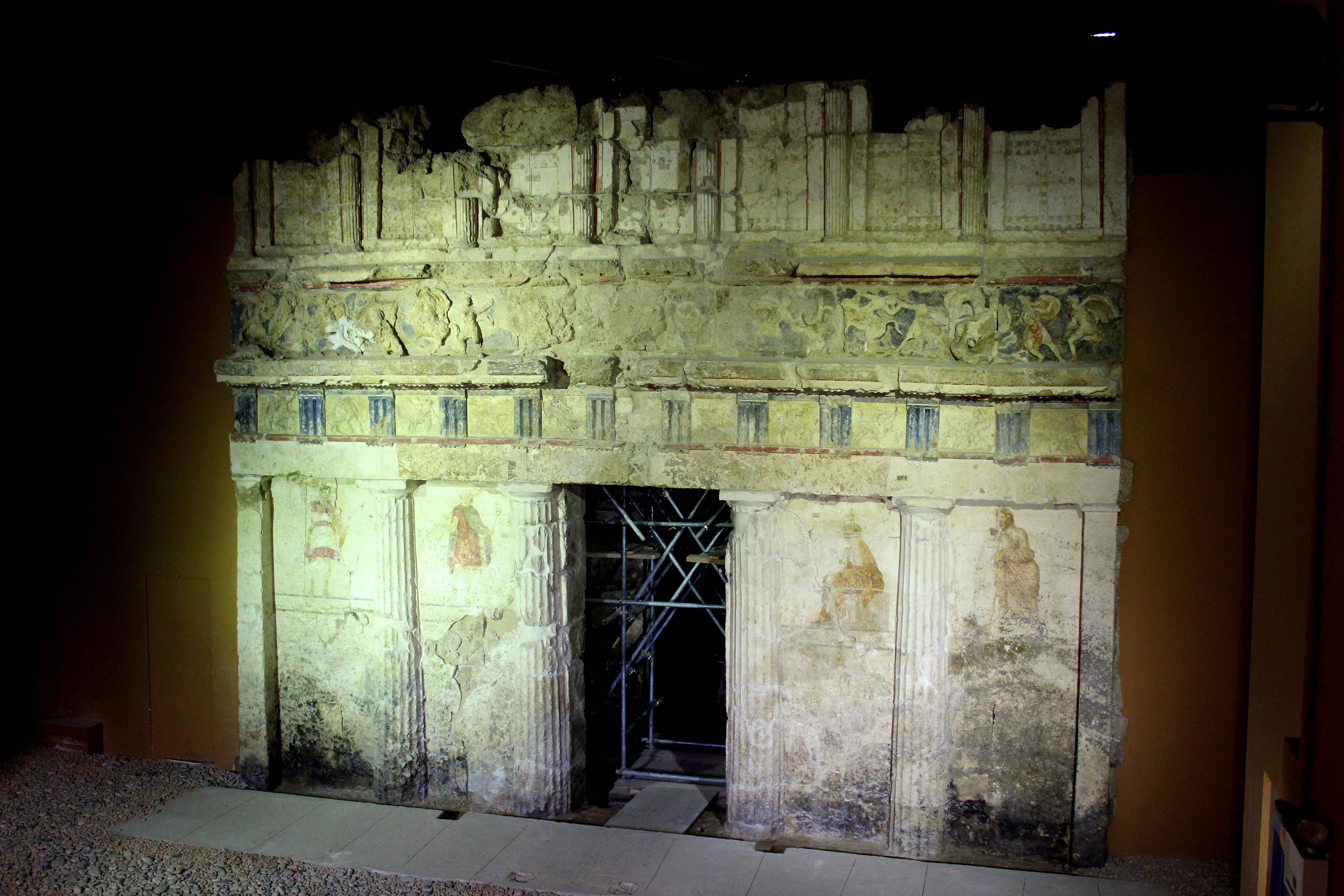
„Grab des Gerichts“, Fassade
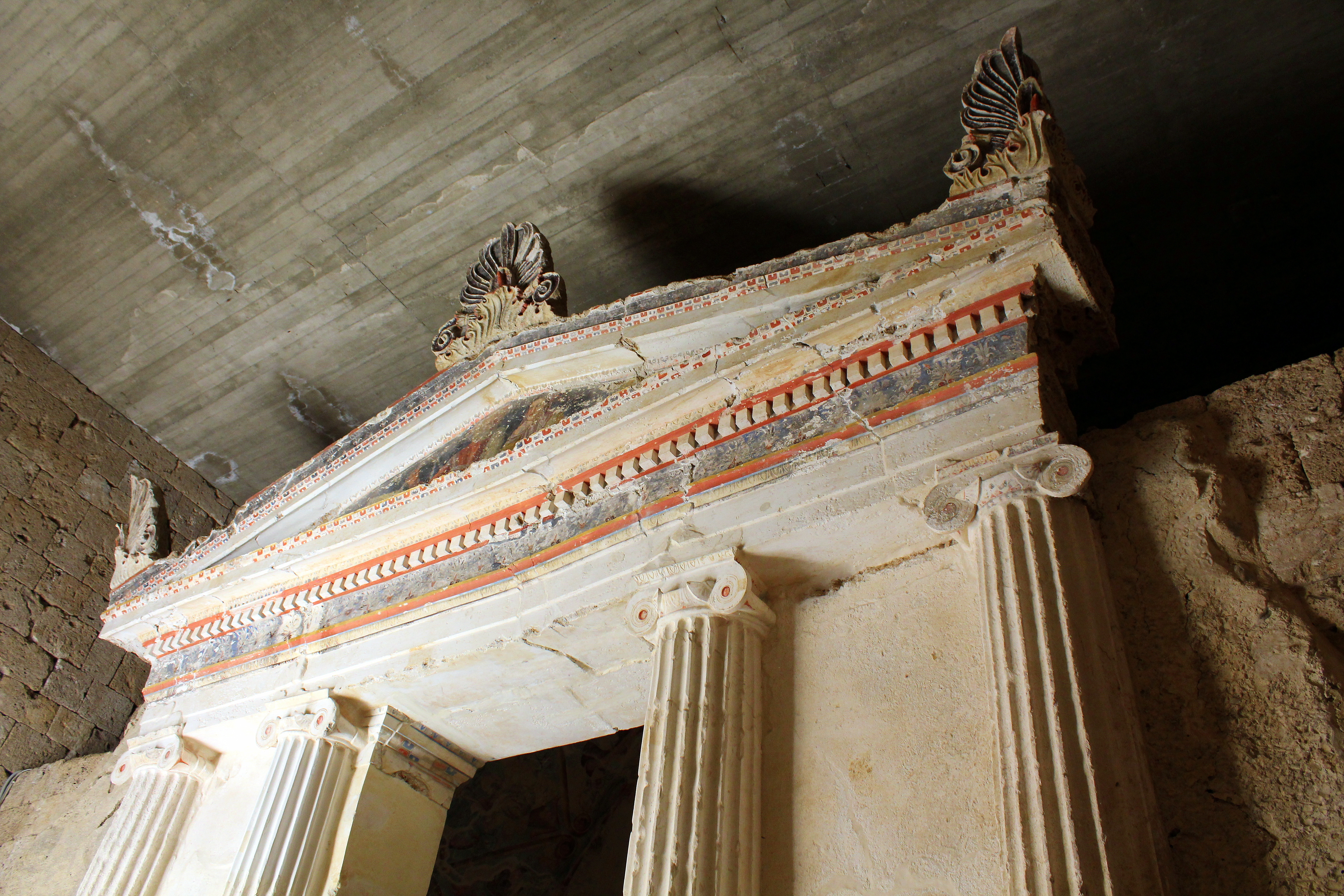
„Palmettengrab“, oberer Teil der Fassade mit dem Gebälk
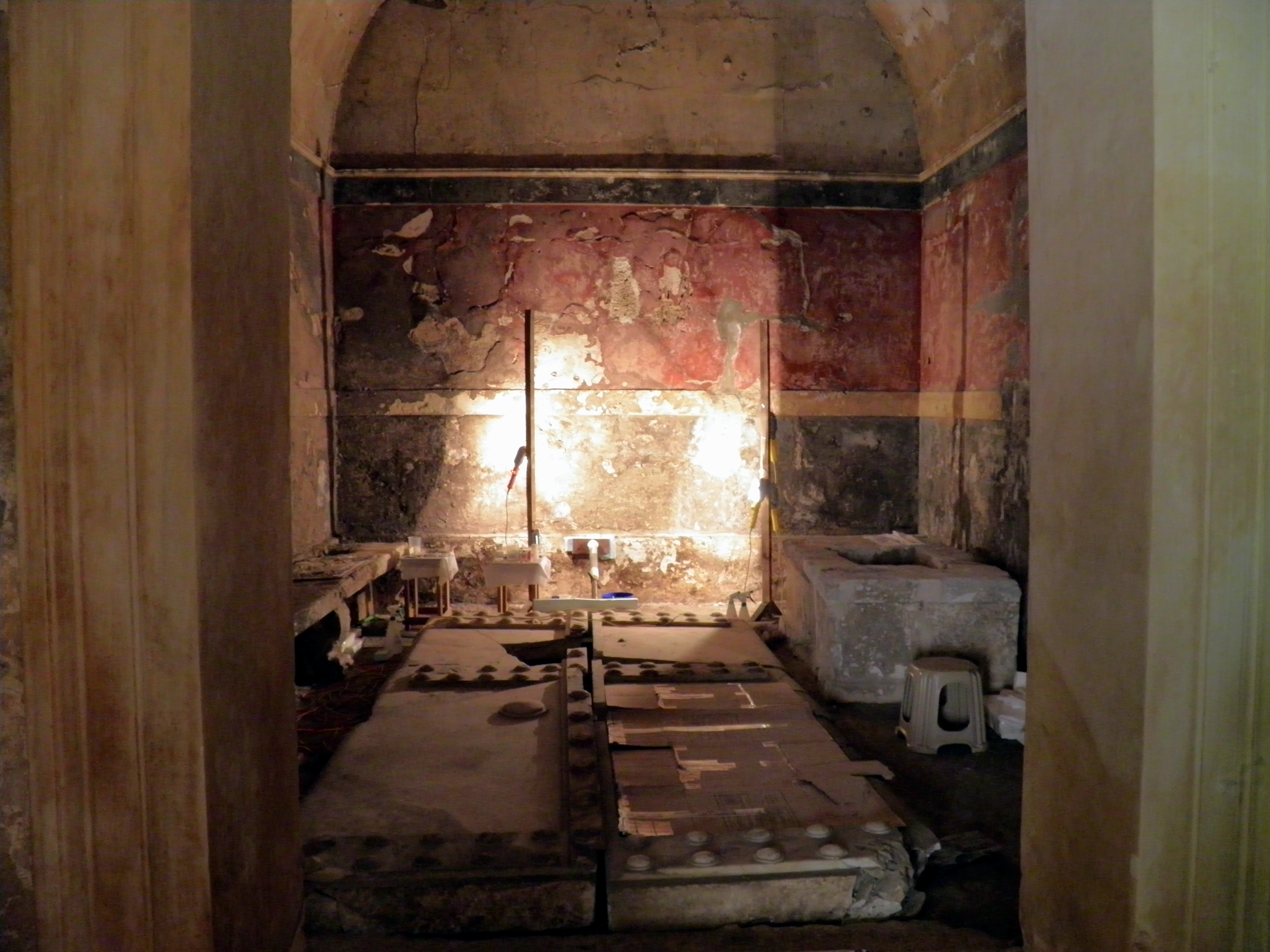
„Palmettengrab“, Blick in die innere Grabkammer
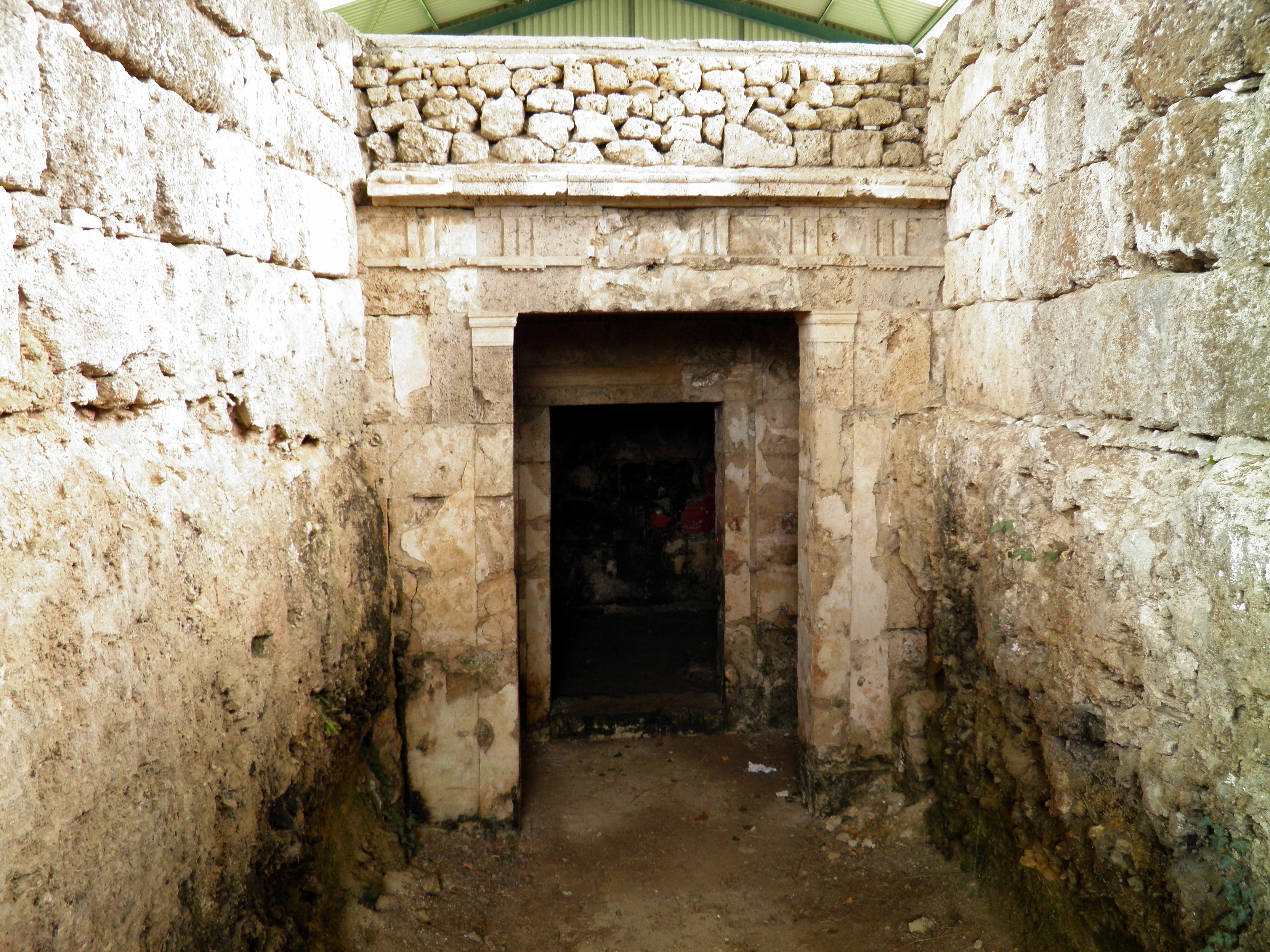
„Kinch-Grab“ (benannt nach dem Archäologen Karl Frederik Kinch)